# Градо
Градо, Ґрадо (італ. Grado, вен. Gravo) — муніципалітет в Італії, у регіоні Фріулі-Венеція-Джулія,  провінція Гориція.
Градо розташований на відстані близько 430 км на північ від Рима, 32 км на захід від Трієста, 33 км на південний захід від Гориції.
Населення — 8350 осіб (2014).

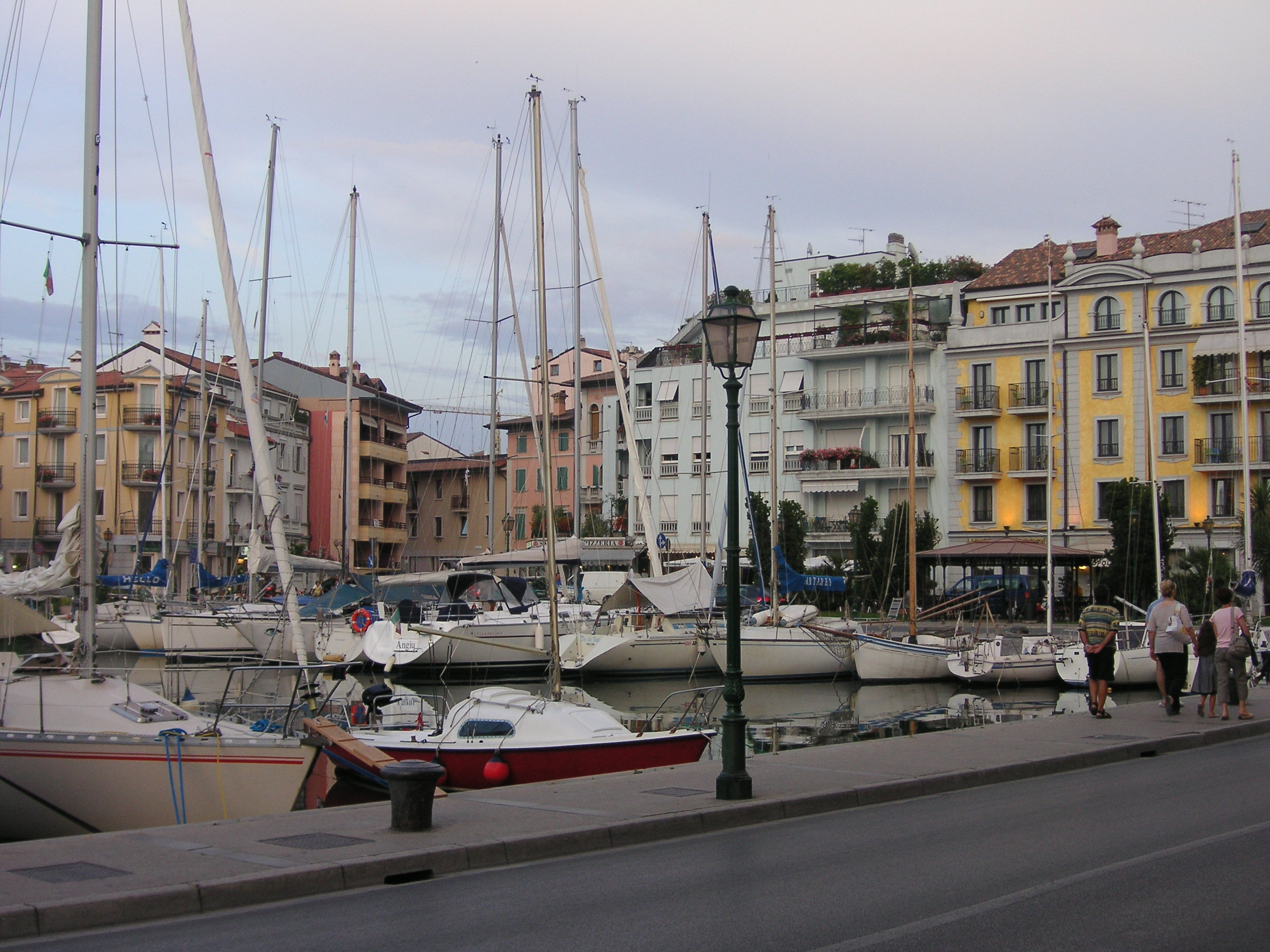

Щорічний фестиваль відбувається 12 липня. Покровитель — Santi Ermacora e Fortunato.

## Демографія
Населення за роками:

Станом на 1 січня 2023 року в муніципалітеті офіційно проживало 545 іноземців з 54 країн, серед них 183 громадяни країн Євросоюзу та 54 громадяни України.

## Уродженці
- Маріо Давід (*1934 — †2005) — відомий у минулому італійський футболіст, захисник, згодом — футбольний тренер.

## Сусідні муніципалітети
- Акуїлея
- Фьюмічелло
- Марано-Лагунаре
- Сан-Канціан-д'Ізонцо
- Сан-Джорджо-ді-Ногаро
- Старанцано
- Терцо-д'Аквілея
- Торвіскоза